# Зларин (Шибеник)
Зларин је насељено мјесто у Далмацији. Припада граду Шибенику, у Шибенско-книнској жупанији, Република Хрватска.

## Географија
Насеље Зларин се налази на острву Зларин. Смјештен је у дубоком заливу Зларинска лука на сјеверозападној страни острва.

## Клима
Клима у Зларину је медитеранска. Средња годишња температура је око 15 степени. Годишња количина падавина износи око 700 мм.

## Становништво
Према попису становништва из 2011. године, насеље Зларин је имало 284 становника.
| Демографија | Демографија | Демографија |
| Година      | Становника  | Становника  |
| ----------- | ----------- | ----------- |
| 1971.       | 635         |             |
| 1981.       | 399         |             |
| 1991.       | 359         |             |
| 2001.       | 276         |             |
| 2011.       |             | 284         |

## Попис1991.
На попису становништва 1991. године, насељено место Зларин је имало 359 становника, следећег националног састава:
| Попис 1991.‍ | Попис 1991.‍ | Попис 1991.‍ | Попис 1991.‍ | Попис 1991.‍ |
| ----------- | ----------- | ----------- | ----------- | ----------- |
|             |             |             |             |             |
| Хрвати      | Хрвати      |             | 319         | 88,85%      |
| Срби        | Срби        |             | 2           | 0,55%       |
| Роми        | Роми        |             | 1           | 0,27%       |
| непознато   | непознато   |             | 37          | 10,30%      |
| укупно: 359 |             |             |             |             |

## Познате личности
- Весна Парун, пјесникиња и писац